# Bad Brains
I Bad Brains sono un gruppo musicale hardcore punk statunitense formatosi a Washington nel 1977. Sono annoverati tra i pionieri del genere, nonostante i componenti del gruppo rifiutino il termine hardcore per descrivere la propria musica.
Formatisi inizialmente come gruppo jazz fusion con il nome Mind Power, i Bad Brains svilupparono presto un suono punk rapido e intenso, e allo stesso tempo musicalmente complesso. Nel corso del tempo il gruppo cominciò ad acquisire sempre più tratti reggae, in corrispondenza con la conversione al rastafarianesimo.  I Bad Brains si sono sciolti e riformati molte volte nel corso degli anni, talvolta con cambi di formazione. La formazione classica della band è composta da H.R. alla voce, Dr. Know alla chitarra, Darryl Jenifer al basso e Earl Hudson, fratello minore di H.R., alla batteria.

## Storia

### Periodo hardcore (1977-1985)

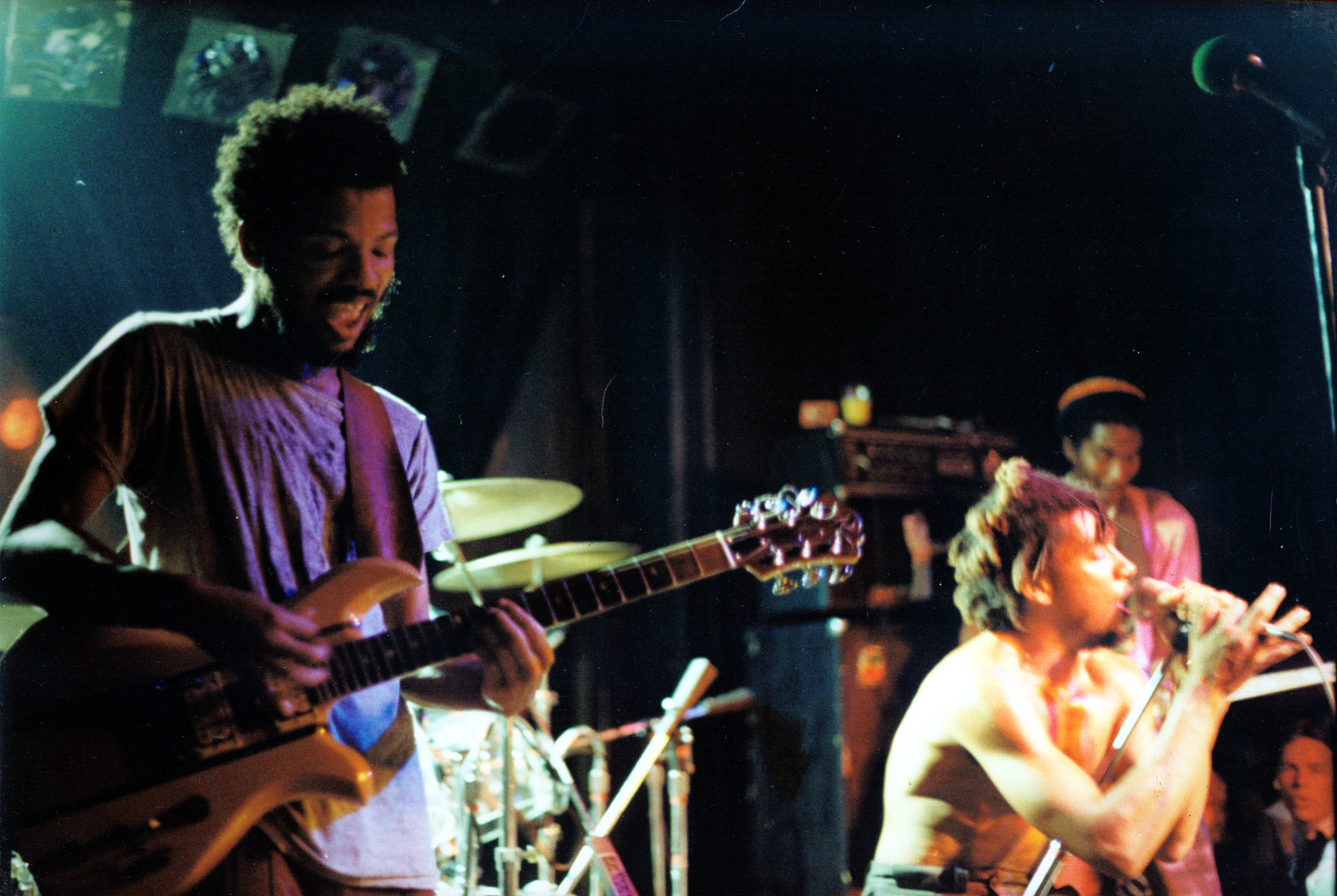
Bad Brains al 9:30 Club, Washington, D.C., 1983

Il gruppo si formò nel 1975 come gruppo jazz fusion con il nome Mind Power, con Sid McCray come cantante, sulle orme di band come i Return to Forever di Chick Corea e la Mahavishnu Orchestra di John McLaughlin. Nel 1977 McCray introdusse il resto del gruppo, che già ammirava band come i Black Sabbath, al punk rock, in particolare Dickies, Dead Boys e Sex Pistols. I Mind Power si appassionarono così al punk e cambiarono nome in Bad Brains, ispirato dal brano dei Ramones Bad Brain, intendendo bad con il significato di potente. Nonostante il loro nascente sound punk, i primi Bad Brains erano anche molto appassionati dal reggae. McCray lasciò il gruppo all'inizio del periodo hardcore, e il chitarrista H.R. ne divenne il cantante.
La band si fece subito un nome nella scena di Washington, in parte per essere un gruppo punk interamente composto da afroamericani, ma anche per i loro concerti energetici e il loro grande talento.
La notevole abilità tecnica dei componenti della band, in parte a causa delle loro origini jazz e progressive rock, distingueva il gruppo dagli altri gruppi punk di Washington, che erano solitamente musicisti amatoriali. La grande rapidità di esecuzione dei Bad Brains, soprattutto nel primo periodo di attività, è considerata fondamentale per la nascita dell'hardcore.
Nel 1979 i Bad Brains furono oggetto di un bando non ufficiale da molti locali di Washington D.C., e la band scrisse su questo tema un brano, Banned in D.C.. In seguito il gruppo si spostò a New York.
Il loro album omonimo fu pubblicato dalla ROIR Records di New York solo in audiocassetta nel gennaio 1982, seguito nel 1983 da Rock for Light, prodotto da Ric Ocasek dei Cars. Questi due album, composti da tracce sia hardcore punk sia reggae, furono delle pietre miliari, influenzando un'intera generazione di musicisti, tra cui Beastie Boys, Red Hot Chili Peppers, 311, Living Colour, Rage Against The Machine, Deftones e P.O.D..
Tuttavia il gruppo era spesso in contrasto con il suo volubile cantante H.R.. Nel 1984 i Bad Brains si sciolsero, e fu il primo di una lunga serie di scioglimenti. H.R. iniziò una carriera solista, che lo portò a pubblicare sei album di studio, maggiormente concentrati sul reggae.

### Cambio di stile (1986-1992)

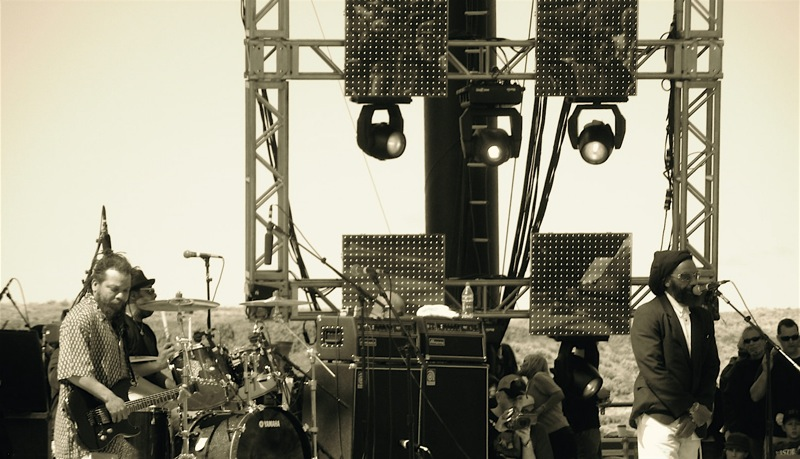
Il gruppo in un recente concerto

Nel 1986 i Bad Brains si riunirono. La SST Records pubblicò I Against I, considerato il lavoro più maturo del gruppo. La title track è ancora molto rapida e violenta, ma l'album mostra nella sua totalità una maggiore attenzione per la melodia ed è musicalmente più complesso. Inoltre la voce di H.R. varia più volte, passando dal falsetto al rapping. Tuttavia All Music Guide sostiene che il punto di forza del disco è l'interazione tra il chitarrista Dr. Know, il bassista Darryl Jenifer e il batterista Earl Hudson.
I Bad Brains si sciolsero nuovamente l'anno successivo, dopo aver passato la maggior parte del 1987 in tour. La nuova rottura fu causata da divergenze artistiche: Dr. Know e Jenifer intendevano continuare a suonare rock & roll, mentre H.R. e Hudson volevano dedicarsi totalmente al reggae.
Il gruppo firmò con la Caroline Records alla fine degli anni ottanta e pubblicò Quickness nel 1989. In quest'album la band esplorò il funk metal, con buoni risultati. Il gruppo in questo disco mostrò anche un interesse maggiore per temi religiosi e mistici. Infine Quickness contiene meno pezzi reggae rispetto ai suoi predecessori, con un'unica traccia di questo genere, The Prophet's Eye.
Dopo la pubblicazione dell'album, però, incominciarono ancora una volta incomprensioni all'interno della band, in parte a causa del rifiuto di H.R. di cantare ad alcuni concerti. Inoltre si ripeté un'altra volta la divisione musicale: H.R. ed Earl Hudson volevano esplorare maggiormente il reggae, mentre Dr. Know e Darryl Jenifer erano sempre più interessati dall'heavy metal, come testimoniano I Against I e Quickness. H.R. fu rimpiazzato per il tour di Quickness da Taj Singleton, presto sostituito dall'ex Faith No More Chuck Mosley. Poco dopo i Bad Brains si sciolsero nuovamente.

### Cambio di formazione e reunion (1993-2000)

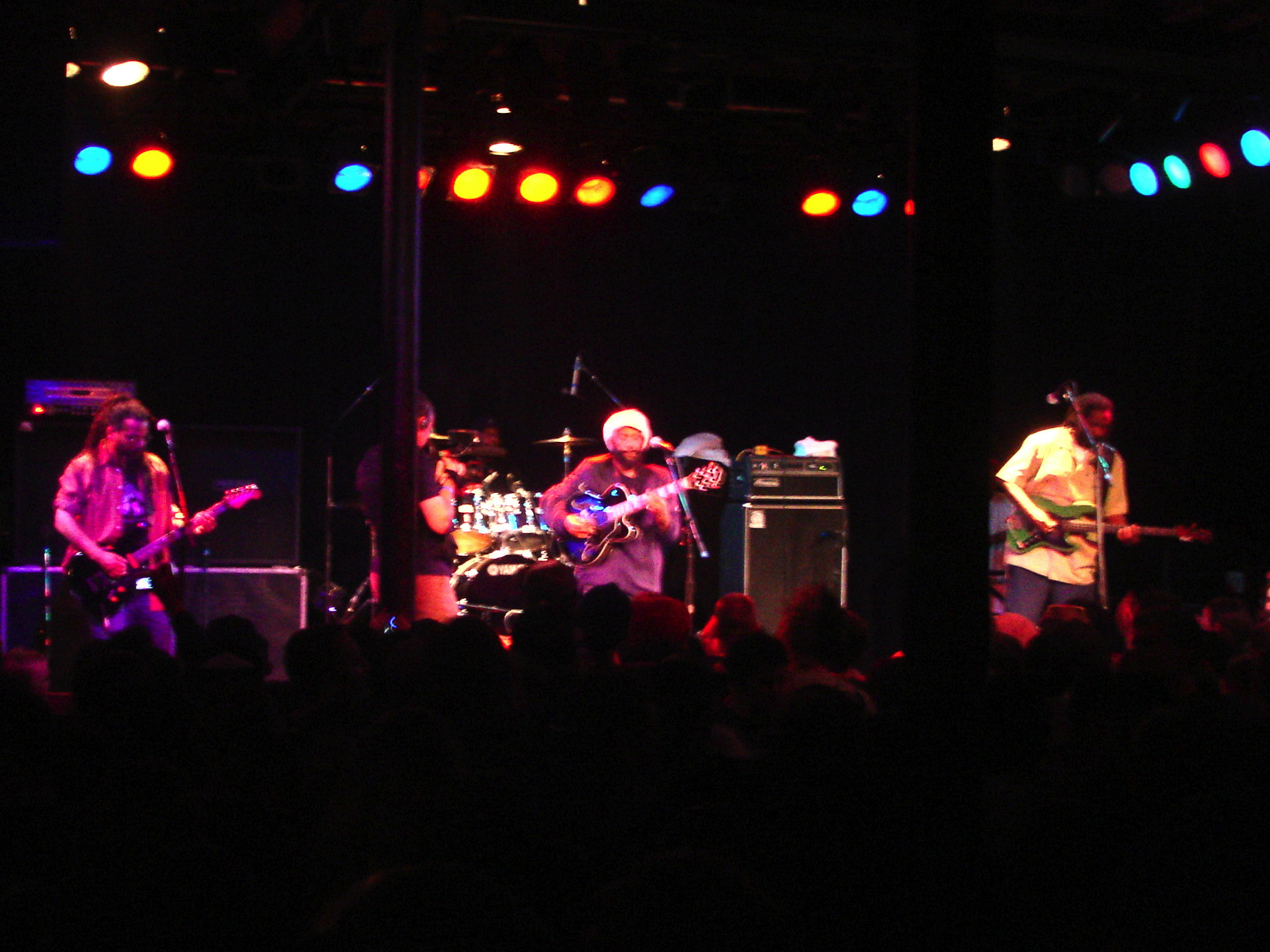
Bad Brains live

Nel 1993 la major Epic Records propose a Dr. Know un contratto. Tuttavia né H.R. né Earl erano interessati a continuare la carriera nella band e proseguirono la loro esplorazione del reggae. Dr. Know e Darryl Jenifer li rimpiazzarono con l'ex batterista dei Cro-Mags Mackie Jayson (che era già stato session man in Quickness), e con il cantante Israel Joseph I. Rise, il quinto album della band, fu pubblicato nel 1993 da questa formazione. All Music Guide constata che al momento della pubblicazione di Rise i Bad Brains erano sostanzialmente un gruppo thrash metal con elementi rap e reggae e assegna all'album un punteggio basso, 2 su 5. Nonostante le recensioni spesso negative, l'album fu il primo della carriera del gruppo ad entrare in una classifica Billboard, piazzandosi al numero 14 della Heatseekers.
Nel 1995 H.R. ed Earl Hudson ritornarono finalmente in formazione, e il gruppo, dopo aver firmato con la Maverick Records, pubblicò God of Love. Tuttavia secondo la critica il ritorno alla formazione originale non porta i frutti sperati; l'album viene infatti definito piatto e senza energia. Il critico Piero Scaruffi dice che il funk metal di God of Love e Tongue Tee Tie e il soul-metal di Justice Keepers e Thank Jah suonano decrepiti, se non addirittura insignificanti. Anche quest'album, tuttavia, riuscì a piazzarsi in una classifica Billboard, al numero 20 della Heatseekers.
Dopo la pubblicazione di quest'album il gruppo si divise per l'ennesima volta, con conseguente rottura con la Maverick Records. La causa della rottura fu l'intemperanza di H.R., che prima aggredì il proprio manager Anthony Countey prima di un concerto con i Beastie Boys, e in seguito fu arrestato per aver picchiato uno spettatore con il microfono.
Due anni dopo la band si ritrovò in studio per il remastering di alcune vecchie tracce, poi pubblicate nell'EP The Omega Sessions su Victory Records. Nel 1999 la formazione si riunì di nuovo e andò in tour con il nome Soul Brains. Durante questo tour fu registrato un album live, Live in San Francisco pubblicato nel 2000.

### Anni 2000 (2001-oggi)

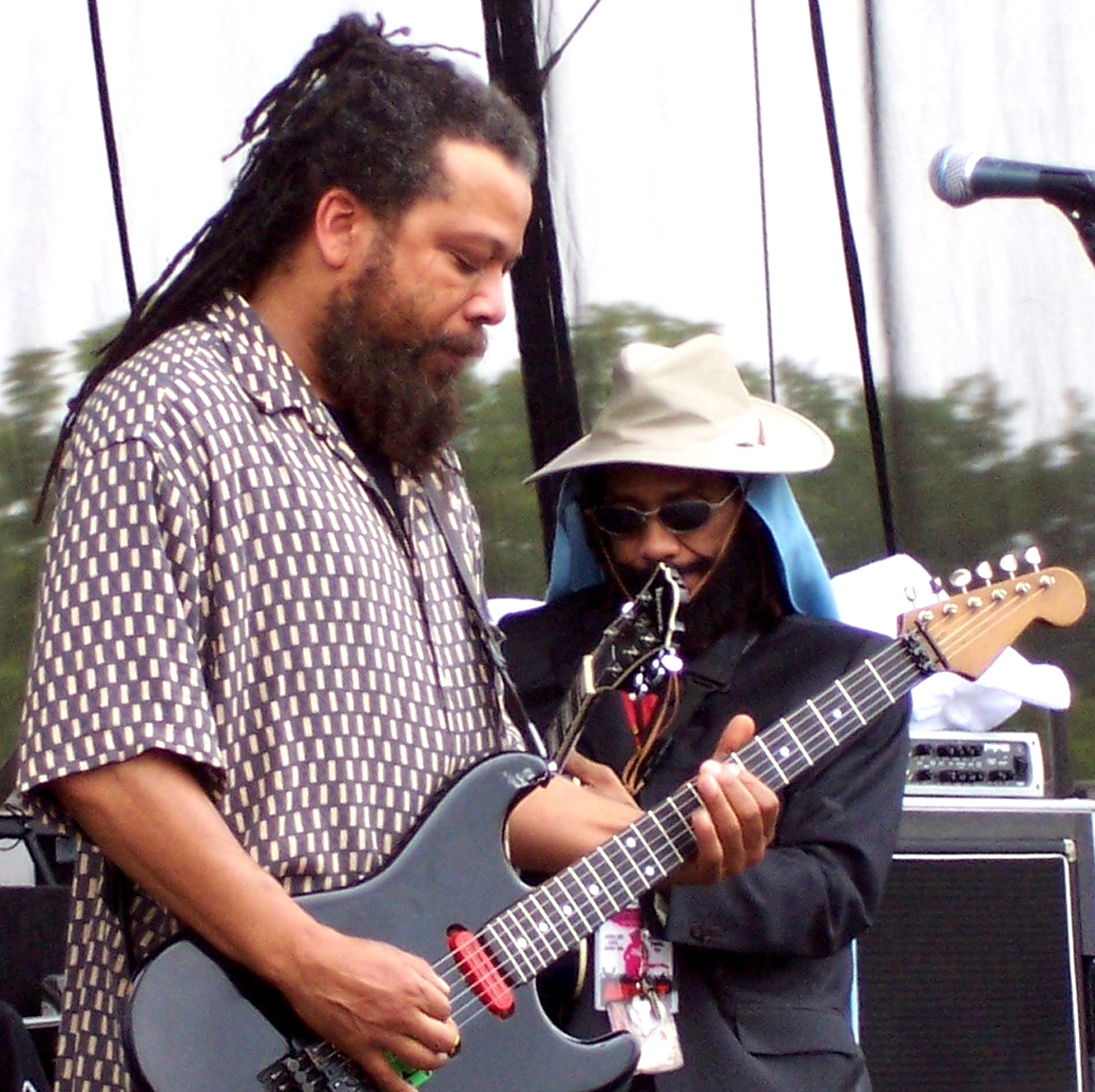
Dr. Know nel 2007

Nel 2002 la band pubblicò I & I Survived, il primo album composto interamente da brani dub e reggae. L'album non è particolarmente originale e non sperimenta nulla di nuovo nel suo stile reggae, tuttavia ha ricevuto recensioni moderatamente positive. Per la registrazione di questo disco il gruppo si è servito anche di un sassofonista contralto (Peter Pittner), di un sassofonista tenore (David Cast), e di un trombettista (Greg Glassman). L'album, a differenza dei suoi due predecessori, fallì l'entrata in tutte le classifiche Billboard. La versione su CD include anche interviste con Perry Farrell, Billy Corgan, Billie Joe Armstrong e Flea.
Il 22 giugno 2004, durante una pausa nelle attività della band, H.R. apparve sul palco a Long Beach assieme ai 311 per cantare la traccia Whos Got the Herb?.
Nel 2005 Adam Yauch rilasciò interviste nelle quali spiegava che stava producendo un nuovo album dei Bad Brains.
Alla fine del 2005 fu annunciato che la band avrebbe fatto da headliner per due serate al CBGB's, fissate per il 24 e il 25 febbraio 2006.
Dopo l'esibizione di altri gruppi hardcore punk i Bad Brains si presentarono sul palco, ma con John Joseph dei Cro-Mags al posto di H.R. e l'ex batterista del gruppo Mackie Jayson come sostituto di Earl Hudson. Nel frattempo H.R. si esibiva con i Dubb Agents al 'Global Rock Showcase in California.
Dal maggio al settembre dello stesso anno H.R. e i Dubb Agents parteciparono ad una serie di concerti in tutti gli Stati Uniti sempre in occasione del Global Rock Showcase, tra cui uno al CBGB il 31 agosto 2005.  H.R. ebbe una proficua collaborazione con gli organizzatori del Global Rock Showcase, la D.I.A. Records, e pubblicò con questa etichetta un album, Out of Bounds.
Durante una pausa dai concerti con i Dubb Agents, H.R. si riunì con i Bad Brains per due live al CBGB's il 9 e il 10 ottobre 2006.
Mentre H.R. & Dubb Agents erano ancora in tour, nel primo gennaio 2007, i Bad Brains rivelarono il titolo dell'album atteso ormai da due anni. Build a Nation fu pubblicato il 26 giugno 2007 da Megaforce Records. L'album si piazzò al numero 100 della Billboard 200, e ottenne recensioni generalmente positive. La band non fece un tour per pubblicizzare l'album, ma suonò comunque alcuni concerti, tra cui uno alla Sasquatch Fest il 27 giugno 2007, alcuni in California e uno a Chicago in occasione del Riotfest Festival.
Il 15 maggio 2007 fu annunciato che il bassista dei System of a Down Shavo Odadjian avrebbe diretto il primo video musicale di Build a Nation.
Nel gennaio 2008 la band annunciò che stava per pubblicare un box set composto di vecchi 7".
In seguito i Bad Brains sono stati in tour nel Sudamerica nell'aprile 2008 con l'ex cantante Israel Joseph I come sostituto temporaneo di H.R.
Il 24 ottobre 2009 la band si è poi esibita allo Smoke Out festival di San Bernardino.
Il Guardian ha recentemente rivelato che sono in produzione due documentari sulla storia del gruppo, oltre ad un ulteriore documentario sulla vita di H.R.

## Critiche

### Omofobia
In un'intervista del 1982 con Flipside, H.R. fece alcuni commenti omofobici. Disse infatti che San Francisco (dove la band aveva appena suonato alcuni concerti aveva «...troppi froci» e che «... la maggior parte di loro si comporta in modo molto esagerato anche in pubblico, mi disturba, mi fa venire voglia di andare e sparare a uno di loro.».
Durante un tour nel 1982 i Bad Brains suonarono ad Austin, nel Texas con il gruppo locale Big Boys, il cui cantante Randy Turner era omosessuale. La band contrasse anche un debito con Turner, secondo alcune fonti un prestito perché i Bad Brains erano al verde, secondo altri Turner aveva comprato marijuana alla band. Quando H.R. venne a sapere che Turner era omosessuale esplose un litigio particolarmente acceso tra H.R. e il cantante degli MDC Dave Dictor. Perciò i Bad Brains lasciarono Austin senza ripagare il proprio debito con Turner e lasciando invece un biglietto che diceva presumibilmente "brucia all'inferno, frocio" e vandalizzando la casa di Turner. I Big Boys sembrarono non dare particolare importanza all'incidente: in un'intervista di qualche mese dopo a Suburban Punk Turner rifiutò di parlare dell'accaduto e definì i Bad Brains ...una delle migliori live band che io abbia mai visto. Tuttavia gli MDC parlarono spesso dell'incidente e scrissero anche un brano su questo, Pay To Come Along.
In un'intervista del 1982 con la fanzine Forced Exposure, ci fu una discussione con H.R. sui cambiamenti della band (diventare un gruppo reggae e abbandonare il punk, spostarsi dalla città). Quando gli fu chiesto cosa aveva portato alla decisione definitiva di questi cambiamenti, H.R. rispose:
(H.R)
Nell'album del 1989 Quickness è contenuta una traccia chiamata Don't Blow Bubbles, i cui testi sono considerati omofobici e ipotizzano che l'AIDS sia la cura di Dio per l'omosessualità. Intervistato riguardo a questa canzone, il chitarrista del gruppo Dr. Know dichiarò:
(Dr.Know)
Il bassista Darryl Jennifer, interrogato in un'intervista del 2007 su questo argomento ammise che le posizioni omofobiche di un tempo della band erano ignoranti e disse, riguardo al testo della canzone:
(Daryl Jenifer)
Sempre in questa intervista, Darryl Jennifer dichiarò:
(Daryl Jenifer)
. Inoltre il bassista dei Bad Brains si è anche allontanato dalle sue posizioni omofobe, dicendo:
(Darryl Jenifer)

## Influenza
- I Bad Brains si sono piazzati al numero 99 nella classifica stilata da VH1 dei 100 Migliori Artisti Hard Rock[43].
- Henry Rollins, che è stato incoraggiato personalmente da H.R. a diventare un cantante, tanto che fu invitato più volte a cantare sul palco con i Bad Brains[44], considera il suo incontro con i Bad Brains uno dei momenti più importanti della sua vita[45]. Anche i Beastie Boys di Adam Yauch, inizialmente un gruppo hardcore punk sono stati molto influenzati dai Bad Brains[46]. Dave Grohl ha dichiarato che i Bad Brains sono la più grande live band di sempre[47]. Anche il cantante e produttore hip hop Lil Jon ha dichiarato i Bad Brains sono il suo gruppo preferito[48].
- Moby ha realizzato una cover di Sailin' On nell'album del 1999 Never Give In: A Tribute to Bad Brains[49]. Moltissime altre band hanno realizzato una reinterpretazione di questa traccia, tra queste Living Colour[50], No Doubt[51], HIM[52], Some Days You Just Can't Get Rid Of A Bomb e Outbreak[53].
- Dr. Know ha suonato nei Black Jack Johnson[54], la band di supporto di Mos Def.
- Billy Corgan attribuisce al gruppo un'importanza enorme per la nascita dell'alternative rock[45].
- Toky Kanal dei No Doubt considera i Bad Brains il migliore gruppo hardcore punk di sempre[45].
- I Beastie Boys erano grandi fan della band, e scelsero intenzionalmente le iniziali B.B. per questo motivo[55].
- Il gruppo post-hardcore The Bled ha realizzato una reinterpretazione di House of Suffering per la colonna sonora di Tony Hawk's American Wasteland[56].
- Frank Turner ha realizzato una reinterpretazione di Pay to Cum[57] in una versione acustica.
- I Machine Head hanno reinterpretato House of Suffering nell'edizione giapponese di The Burning Red.
- I 311 hanno realizzato una reinterpretazione di Leaving Babylon nell'album Soundsystem[58].
- I The Urge hanno realizzato una reinterpretazione di Gene Machine nell'album Master of Styles.
- Pay to Cum è stata usata nel film del 1985 diretto da Martin Scorsese Fuori orario.
- Big Takeover è stata reinterpretata da John Frusciante dei Red Hot Chili Peppers nel suo primo album solista, Niandra LaDes and Usually Just a T-Shirt[59].
- House of Suffering è stata realizzata in versione cover da Sublime nel loro boxset Everything Under the Sun[60], pubblicato nel 2006. Nello stesso cofanetto è presente una versione live di Leaving Babylon[60].
- Pay to Cum è stata reinterpretata dal gruppo ska Skankin' Pickle nel loro album di cover The Green Album[61].
- Il gruppo metal brasiliano Sepultura ha realizzato una reinterpretazione di Gene Machine/Don't Bother Me come b-side del singolo Choke[62].
- Adam Jones dei Tool ha inserito Dr Know tra i dieci chitarristi che l'hanno maggiormente influenzato[63] in un'intervista la magazine Guitar World.
- Il gruppo musicale alternative metal californiano dei Deftones, durante un concerto nel 1996 eseguì una cover del brano Right Brigade. I membri della band hanno più volte citato i Bad Brains come influenza per la loro musica.
- La band hardcore Converge è musicalmente molto ispirata ai Bad Brains del periodo punk; è in particolare il bassista Nate Newton a venerarli, tanto da ringraziarli pubblicamente, durante il concerto dei Converge all'Hellfest nel giugno del 2011, per essere stati la sua maggiore fonte di ispirazione.
- Kurt Cobain cita Rock for Light tra i suoi dischi preferiti.

## Formazione

### Formazione attuale
- H.R. - voce
- Dr. Know - chitarra
- Darryl Jenifer - basso
- Earl Hudson - batteria

### Ex componenti
- Sid McCray - voce (1977-1978)
- Chuck Mosley — voce (1990-1991)
- Israel Joseph I — voce (1991-1994)
- Mackie Jayson — batteria (1991-1994)

### Cronologia
| Ruolo    | Anno           | Anno           | Anno           | Anno           | Anno            | Anno           | Anno           | Anno |
| Ruolo    | 1977-1979      | 1979-1984      | 1986-1990      | 1990-1991      | 1991-1994       | 1994-1995      | 1997-oggi      |      |
| -------- | -------------- | -------------- | -------------- | -------------- | --------------- | -------------- | -------------- | ---- |
| Voce     | Sid McCray     | H.R.           | H.R.           | Chuck Mosley   | Israel Joseph I | H.R.           | H.R.           |      |
| Chitarra | Dr. Know       | Dr. Know       | Dr. Know       | Dr. Know       | Dr. Know        | Dr. Know       | Dr. Know       |      |
| Basso    | Darryl Jenifer | Darryl Jenifer | Darryl Jenifer | Darryl Jenifer | Darryl Jenifer  | Darryl Jenifer | Darryl Jenifer |      |
| Batteria | Earl Hudson    | Earl Hudson    | Earl Hudson    | Earl Hudson    | Mackie Jayson   | Earl Hudson    | Earl Hudson    |      |

## Discografia

### Album in studio
- 1982 - Bad Brains
- 1983 - Rock for Light
- 1986 - I Against I
- 1989 - Quickness
- 1993 - Rise
- 1995 - God of Love
- 2002 - I & I Survived
- 2007 - Build a Nation
- 2012 - Into the Future

### Album dal vivo
- 1988 - Live
- 1990 - The Youth Are Getting Restless
- 2001 - Live in San Francisco
- 2006 - Live at CBGB's 1982

### Raccolte
- 1996 - Black Dots
- 2003 - Banned in D.C.: Bad Brains' Greatest Riffs

### EP
- 1991 - Spirit Electricity
- 1997 - The Omega Sessions

### Apparizioni in compilation
- Faster & Louder: Hardcore Punk, Vol. 1